# Elias Havel
Elias Havel (* 16. April 2003) ist ein österreichischer Fußballspieler.

## Karriere

### Verein
Havel begann seine Karriere beim 1. Simmeringer SC. Im März 2012 wechselte er zum First Vienna FC. Zur Saison 2013/14 kam er in die Jugend des FK Austria Wien. Zur Saison 2018/19 wechselte er in die Akademie des FC Red Bull Salzburg.
Im Jänner 2021 rückte Havel in den Kader des zweitklassigen Farmteams der Salzburger, FC Liefering. Sein Debüt in der 2. Liga gab er im Februar 2021, als er am 15. Spieltag der Saison 2020/21 gegen den FC Blau-Weiß Linz in der 72. Minute für Maurits Kjærgaard eingewechselt wurde. Insgesamt kam er zu 61 Zweitligaeinsätzen, in denen er 13 Tore erzielte. Nach der Saison 2022/23 verließ er Salzburg.
Anschließend wechselte Havel zur Saison 2023/24 zum Bundesligisten LASK, bei dem er einen bis Juni 2027 laufenden Vertrag erhielt. In seiner ersten Spielzeit beim LASK kam er zu 19 Einsätzen in der Bundesliga, in denen er zweimal traf. Zur Saison 2024/25 wechselte er leihweise zum Ligakonkurrenten TSV Hartberg. Während der Leihe kam er zu 16 Bundesligaeinsätzen für Hartberg. Im Juli 2025 wurde die Leihe anschließend um ein weiteres Jahr verlängert.

### Nationalmannschaft
Havel spielte im Februar 2018 erstmals für eine österreichische Jugendnationalauswahl. Im September 2019 kam er gegen die Schweiz zu seinem ersten Einsatz für das U-17-Team. Im Juni 2021 debütierte er gegen Italien für die U-18-Auswahl. Im September 2021 gab er gegen die Türkei sein Debüt im U-19-Team.
Im Oktober 2023 gab Havel gegen Norwegen sein Debüt für die österreichische U-21-Auswahl.